# Fuga dysocjacyjna
Fuga (fuga dysocjacyjna, ucieczka histeryczna) – dysocjacyjne zaburzenie nerwicowe, polegające na ucieczce z dotychczasowej sytuacji, prawie zawsze nieprzyjemnej. Może objawiać się np. zmianą pracy zawodowej albo daleką podróżą. Osoby w stanie fugi mają całkowitą amnezję wsteczną (sprawiają wrażenie nieświadomych własnej przeszłości), a po powrocie do „poprzedniej tożsamości" nie potrafią przypomnieć sobie okresu fugi.
Często jest spotykana  w zaburzeniach osobowości, zwłaszcza typu histrionicznego.
Nie diagnozuje się fugi dysocjacyjnej po napadzie padaczkowym.
Zjawiskiem podobnym jest skłonność do bezcelowych wędrówek – poriomania.
Nie należy do takich przypadków zaliczać włóczęgostwa czy ucieczki z miejsca przestępstwa.
Problemy ludzi z takim zaburzeniem i ich bliskich są tematem filmu Fuga.